# This Is the End
This Is the End är en amerikansk komedifilm från 2013 skriven och regisserad av Evan Goldberg och Seth Rogen.

## Handling
Jay Baruchel kommer till Los Angeles för att besöka sin gamle vän och kollega Seth Rogen, som bjuder in Baruchel till en inflyttningsfest hos James Franco. Baruchel tycker det är obehagligt att vara med så många människor han inte känner så väl, så Rogen följer med honom till en närbutik för att köpa cigaretter.
När de är i närbutiken börjar marken att skaka och strålar av blått ljus från himlen fångar upp många människor i närheten. Rogen och Baruchel flyr tillbaka till Francos hus bland en massa kaos, för att hitta festen ostörd. Baruchel försöker förklara att det är den bibliska apokalypsen, men avvisas. Ögonblick senare skakar jorden igen och partygästerna rusar ut ur huset. Ett stort hål öppnas i Francos trädgård och sväljer de flesta gästerna, medan Rogen, Baruchel, Franco, Jonah Hill och Craig Robinson rusar tillbaka till de orörda huset och överlever. De gör en inventering av sin kvarvarande proviant, inrättar ett ransonsystem, och inväntar hjälp.
Danny McBride, som deltog på festen oinbjuden och däckade i badkaret, vaknar först dagen efter. Utan att veta om krisen, gör han frukost med den större delen av maten i huset. De andra berättar om nattens händelser, som han inte från början tror på tills en utomstående blir halshuggen, av okända krafter utifrån.
Senare återvänder Emma Watson, en annan överlevande från festen. Men på grund av ett missförstånd tror hon att gruppen planerar att våldta henne och flyr, och tar gruppens resterande vatten med sig. Robinson blev vald att ta yttervägen till källaren för vatten, men väl ute hittar han dörren låst och återvänder efter ett möte med en okänd varelse.
Robinsons erfarenhet börjar att tro på Baruchels teori om apokalypsen. De når källaren genom att gräva genom golvet och de hittar vattnet, men McBride slösar bort det mesta av det till följd av ett bråk. Gruppen beslutar enhälligt att skicka ut McBride ur huset, men ångrar sig efter att de berättat det för honom. McBride bestämmer sig för att lämna dem och ger Franco McBride sin revolver, som han försöker använda för att döda de andra, bara för att upptäcka att den är fylld med lösa skott. Innan McBride lämnar dem avslöjar han att Baruchel var i stan två månader innan katastrofen inträffade, men stannade på Four Seasons istället för hemma hos Rogen på grund av deras döende vänskap. Senare på natten ber Hill Baruchel att få dö och blir besatt av en demon.
Nästa dag utforskar Robinson ett närliggande hem för proviant med Baruchel. Under tiden hittar Franco och Seth en medvetslös Hill och tror att det beror på lågt blodsocker, men han vaknar genast upp besatt. Hill jagar sedan Franco och Rogen medan Robinson och Baruchel flyr från en demonisk tjur i grannens hus. Gruppen slår Hill medvetslös och binder honom, men under ett försök att driva ut demonen hamnar Baruchel och Rogen i slagsmål och råkar slå ner ett levande ljus och upptäcker ett skåp fullt av ännu mer mat och dryck som Franco hållit hemligt. Ljuset startar en brand som förstör huset, dödar Hill och tvingar de återstående fyra utomhus.
Franco föreslår att de ska ta hans Prius för att fly till hans hem i Malibu, men den vaktas av en bevingad demon. Robinson offrar sig frivilligt att avleda demonens uppmärksamhet till sig själv, så att de andra kan ta bilen. Planen lyckas och Robinson blir uppryckt till himlen. Medan de andra flyr blir bilen påkörd av en bepansrad husbil fylld med kannibaler, som leds av McBride, som fångar dem. Franco offrar sig för att rädda de andra, men dukar under för sin fåfänga och gliringar till McBride när han stiger upp till himlen, vilket får strålen att försvinna. Franco äts upp av McBride och hans kannibaler medan Rogen och Baruchel flyr. De möter strax därefter Satan, vilket driver dem till att förenas och invänta döden i en omfamning. En blå stråle träffar Baruchel som griper Rogens hand. Rogens närvaro hindrar dem från nå ända upp till himlen, så Rogen släpper taget för att rädda sin vän, men innan han faller i Satans mun räddas han av en egen himmelsk stråle.
I himlen välkomnas de av Robinson, som nu är en ängel, som berättar för dem att himlen är en plats där allas önskan blir sann. Baruchel önskar att Backstreet Boys framför "Everybody (Backstreet's Back)" i en himmelsk fest.

## Rollista

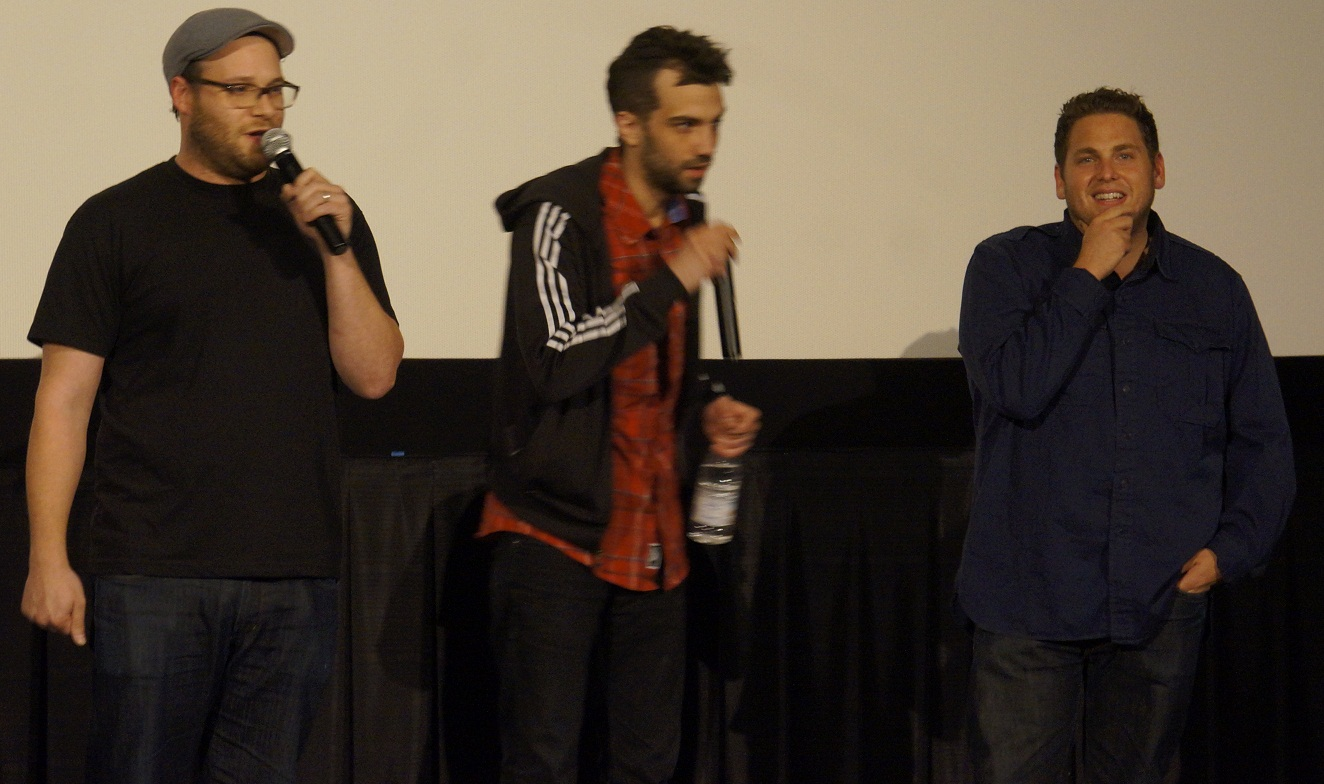
Seth Rogen, Jay Baruchel och Jonah Hill under en visning av filmen.

De flesta av filmens skådespelare skildrar fiktiva och överdrivna versioner av sig själva.
| - James Franco - Jonah Hill - Seth Rogen - Jay Baruchel - Danny McBride - Craig Robinson - Michael Cera - Emma Watson - Mindy Kaling - David Krumholtz - Christopher Mintz-Plasse | - Rihanna - Martin Starr - Paul Rudd - Channing Tatum - Kevin Hart - Aziz Ansari - Jason Segel (okrediterad) - Jason Trost - JTRO (okrediterad) - Brandon Trost - Kannibal (okrediterad) - Brian Huskey - Den huvudlöse mannen - Backstreet Boys |